# Rottweiler

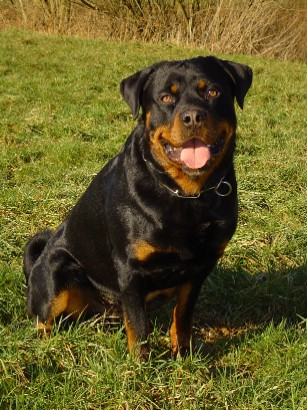
Rottweiler mascle

El rottweiler és una raça de gos molós. La femella pesa al voltant de 40 kg i mesura entre 56 i 63 cm fins a la creu, i es considera òptima una alçada entre 60 i 61 centímetres. El mascle pesa al voltant de 50 quilograms i mesura entre 61 i 68 cm, sent desitjable dins de l'estàndard que mesuri entre 65 i 66 cm, capaç de generar una força en la seva mossegada del voltant de 150 kg-F en el radi de la seva boca.

## Història
Tot i ser una raça versàtil que s'utilitza en els últims temps per a molts propòsits, el rottweiler és conegut principalment com una de les més antigues races de pasturatge. Es tracta d'una reunió de múltiples facetes i d'un gos de protecció de valors, és capaç de treballar tota mena de bestiar en una varietat de condicions.
L'origen de la raça es troba probablement a l'Imperi Romà. En aquells temps, la legió romana va viatjar amb gossos de treball per reunir el bestiar necessari per alimentar l'exèrcit. Els avantpassats principals dels primers rottweilers durant aquest temps es creu que és el gos romà de pasturatge. Aquesta regió es va convertir en una àrea important de bestiar, i els descendents dels gossos de bestiar romans van demostrar el seu valor en la conducció i en la protecció dels bovins dels lladres i dels animals salvatges. Els rottweilers han estat utilitzats pels carnissers que viatjaven entre els mercats durant l'edat mitjana per protegir les bosses de diners lligades al voltant dels seus colls. No obstant això, com els ferrocarrils es van convertir en el principal mètode per viatjar, la raça va disminuir molt i va estar a punt d'extingir-se.
La preparació per a la Primera Guerra Mundial va provocar una gran demanda de gossos policia, i que va conduir a un ressorgiment de l'interès en el rottweiler. Durant les Guerres Mundials, els rottweilers van ser posats en servei de diversos papers, incloent com a gossos missatgers, ambulàncies i de guàrdia.
Deutscher Rottweiler-Klub (DRK, Alemany Rottweiler Club), el primer club del rottweiler a Alemanya, va ser fundat el 13 de gener del 1914, i seguit per la creació de la Süddeutscher Rottweiler-Klub (SDRK, sud d'Alemanya Rottweiler Club), el 27 d'abril del 1915 i amb el temps va esdevenir l'Irk (Internacional Rottweiler Club). El DRK va comptar amb al voltant de 500 rottweilers, i el Rottweiler SDRK 3000. Els objectius dels dos clubs eren diferents. El DRK és destinat a produir gossos de treball i no a destacar la morfologia del rottweiler.
Els diferents clubs alemanys del rottweiler es van fusionar per formar l'Allgemeiner Deutscher Rottweiler Klub (ADRK, el general Alemany Rottweiler Club) el 1921. Això va ser registrat oficialment en el registre de clubs i associacions en el tribunal de districte de Stuttgart el 27 de gener del 1924. El ADRK és reconegut mundialment com el club d'origen del rottweiler.
El 1931 el rottweiler va ser reconegut oficialment per l'American Kennel Club. El 1936 el rottweiler es va exhibir al Regne Unit a Crufts. El 1966 un registre separat es va obrir per a la raça. De fet a mitjans del 1990 la popularitat del rottweiler va arribar al seu punt més alt, ja que era el gos més registrat per l'American Kennel Club.

## Descripció
La longitud del tronc segons l'estàndardde la Federació Cinològica Internacional no hauria de superar l'alçada en més d'un 15%. Aquesta es mesura des de l'estèrnum fins a la protuberància isquiàtica.
La morfologia del cap és determinant en l'avaluació d'un exemplar. Segons l'estàndard alemany, la longitud del crani des de la punta de l'occipital fins a la cantonada interior de l'ull ha de ser de 8,5 a 13 cm en les femelles i de 9,5 a 15 cm en els mascles. A més, la proporció entre el crani i el morro ha de ser de 6 a 4 o, dit d'una altra manera, el 60% de la longitud total del cap ha d'estar ocupada pel crani, deixant el 40% restant pel musell.
No obstant això, l'estàndard de la Federació Cinològica Internacional de l'abril del 2000 evita entrar en xifres, definint el crani com "de longitud mitjana, ample entre les orelles. Vista de costat, la línia frontal moderadament arquejada. L'os occipital ben desenvolupat, sense exageracions. Stop ben definit, "continua aquest estàndard sobre la regió facial", nas ben desenvolupat, més ample que rodó, amb fosses nasals relativament grans. Tòfona sempre negra. El musell "en relació amb el crani no hauria de semblar ni curt, ni allargat. Pont nasal recte, ample a la base, moderadament afilat." 
Seguint amb l'estàndard de la FCI els llavis del rottweiler han de ser "negres, fortament adherits, cobrint la cantonada de la boca, la geniva ha de ser el més fosca possible." Sobre les mandíbules "superior i inferior han de ser fortes i àmplies", sobre la dentadura "forta, completa (42 peces), amb tancament en tisora, els incisius superiors tanquen cobrint els inferiors". Per a les galtes exigeix un "arc zigomàtic desenvolupat". Els ulls han de ser "de mida mitjana, amb forma d'ametlla, de color castany fosc, tancant les parpelles completament units." I les orelles han de ser "de mida mitjana, caigudes, triangulars, molt separades i d'inserció alta. Amb les orelles elevades i avançades, el crani ha de semblar més ample." El coll ha de ser "fort, de longitud moderada, ben musculat, lleugerament arquejat, net, lliure de papada i sense pell penjant a la gola." 
Seguint l'anterior estàndard sovint se'ls talla la cua quan són cadells, deixant només una o dues vèrtebres, encara que l'estàndard de l'ADRK i de la FCI prohibeix l'amputació de la cua des del 2000, excloent el concurs d'exemplars sense cua en exposicions. No obstant això, cal aclarir que països com el Canadà i els Estats Units segueixen tenint en el seu estàndard l'amputació de la cua.
Dins d'aquesta raça podem trobar dues línies de criança, l'europea, considerada l'original i l'americana. La línia americana es caracteritza per exemplars de major alçada i amb cossos més estilitzats, en canvi, els gossos de la línia europea presenten un cos més compacte i robust amb una menor alçada.
Encara que el rottweiler és una raça que s'ha fet servir per a tasques de defensa, el seu treball i tipicitat requereix que siguin descrits com amistosos, alegres, tranquils, fidels, obedients i amb disposició al treball. En els últims estudis sobre l'agressivitat de les races de gossos aquesta no estava entre les deu primeres més perilloses. A més el gos rottweiler es troba dins dels deu gossos més intel·ligents, són gossos de gran confiança i amabilitat, pot estar segur que complirà l'objectiu desitjat.

## Temperament
D'acord amb l'estàndard de la Federació Cinològica Internacional, el rottweiler és de bon caràcter, tranquil a la disposició bàsica, molt devot, obedient, dòcil i amb ganes de treballar. El seu aspecte és natural i rústic, el seu comportament és segur de si mateix, ferm i sense por. Ells reaccionen al seu entorn amb una gran lucidesa mental. L'American Kennel Club diu que és bàsicament un gos tranquil, segur i valent, amb una fredor i amb un comportament segur de si mateix que no es presta a les amistats immediates i indiscriminades. Un rottweiler és segur de si mateix i respon en veu baixa i amb una actitud d'esperar i veure l'actitud de les influències del seu entorn. Té un desig inherent de protegir la llar i la família, i és un gos intel·ligent d'extrema duresa i d'adaptabilitat amb una forta voluntat de treballar, que els fa especialment adequats com a companys, guardians i gossos d'ús general.
El rottweiler és una raça de pasturatge de gran abast amb trets ben desenvolupats. Igual que amb qualsevol altra raça, el comportament potencialment perillós en els rottweilers en general són fruit d'un propietari irresponsable, abús, negligència o manca de socialització i formació. No obstant això, la força excepcional del rottweiler és un factor de risc addicional que no ha de ser descuidada. És per això que els experts recomanen que una capacitació formal i una àmplia socialització són essencials per a tots els rottweilers. D'acord amb l'AKC, els rottweilers estimen als seus amos i poden comportar-se d'una manera afectuosa cap a la família i amics, però també són protectors del seu territori i no acullen als estrangers fins que estiguin introduïts. L'entrenament de l'obediència i la socialització són elements bàsics.

## Salut
Els rottweilers són relativament saludables. Com en la majoria de les races grans, la displàsia de maluc pot ser un problema. Osteocondritis dissecant, una malaltia que afecta les articulacions de les espatlles, també pot ser un problema a causa de la velocitat de la raça de ràpid creixement. Un criador de renom tindrà malucs i els colzes de tots els reproductors a Raigs-X i llegit per un especialista reconegut, i tindrà els documents per provar-ho.
També tindran els certificats que els seus animals de cria no tenen entropi o ectropi i que tenen dentició amb una mossegada de tisora.
Igual que en qualsevol raça, les condicions hereditàries es produeixen en algunes línies. A causa d'excés de població recent, el càncer s'ha convertit en una de les principals causes de mort prematura en rottweilers. Per raons desconegudes, els rottweilers són més susceptibles que altres races d'infectar-se amb el parvovirus, una malaltia altament contagiosa i mortal de cadells i gossos joves. El parvovirus pot ser fàcilment evitat seguint un veterinari el protocol recomanat per la vacuna.

## Galeria

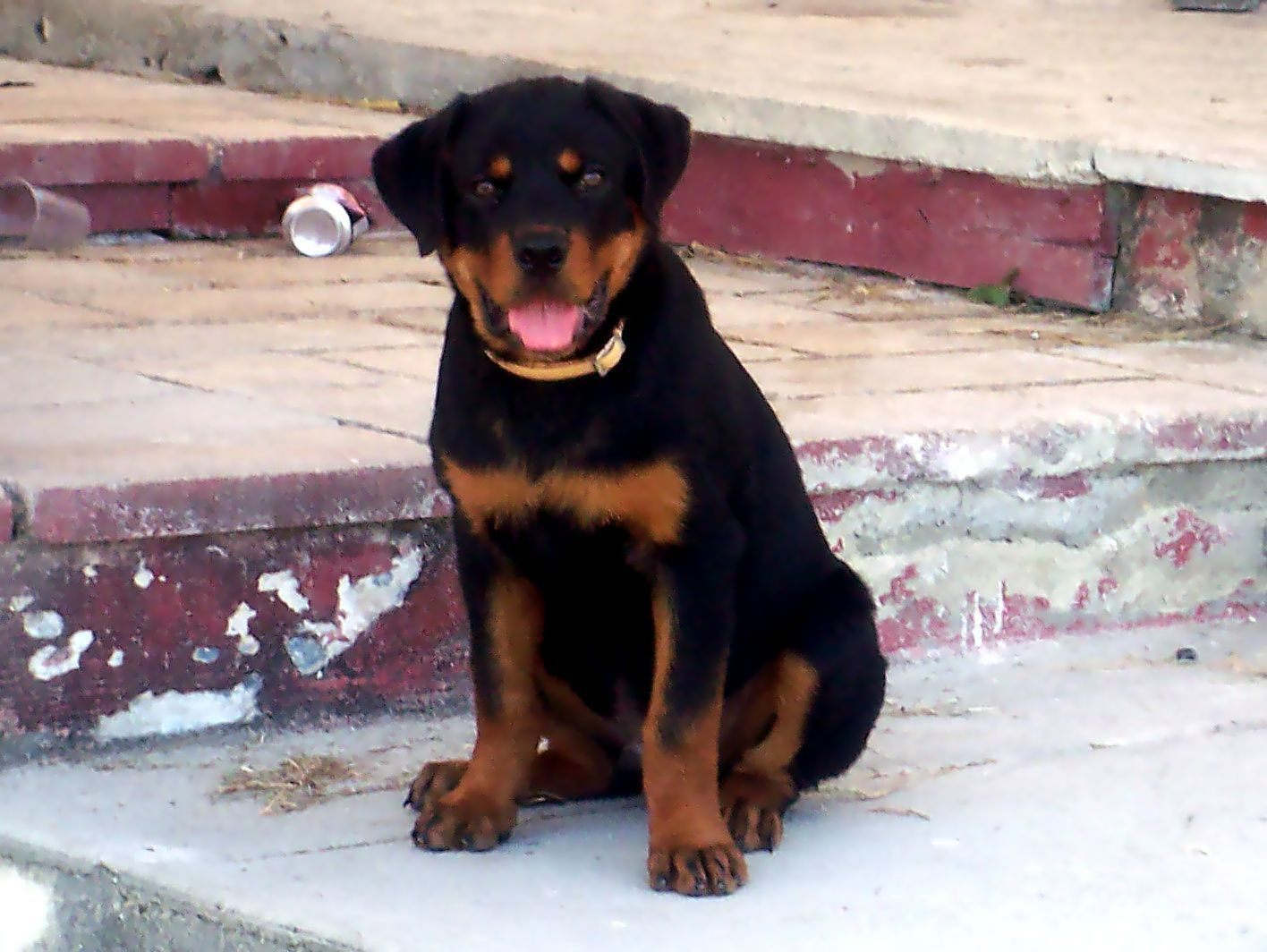
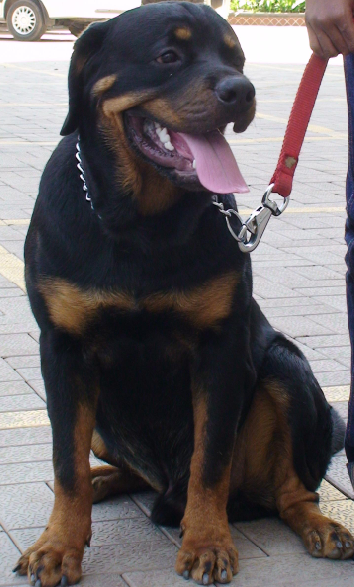
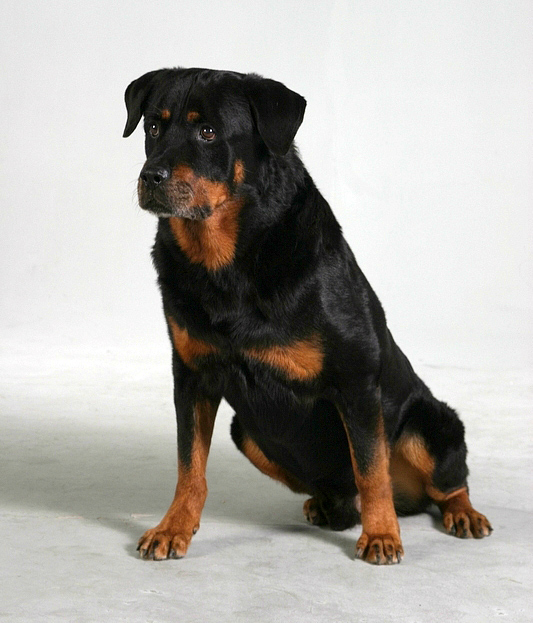
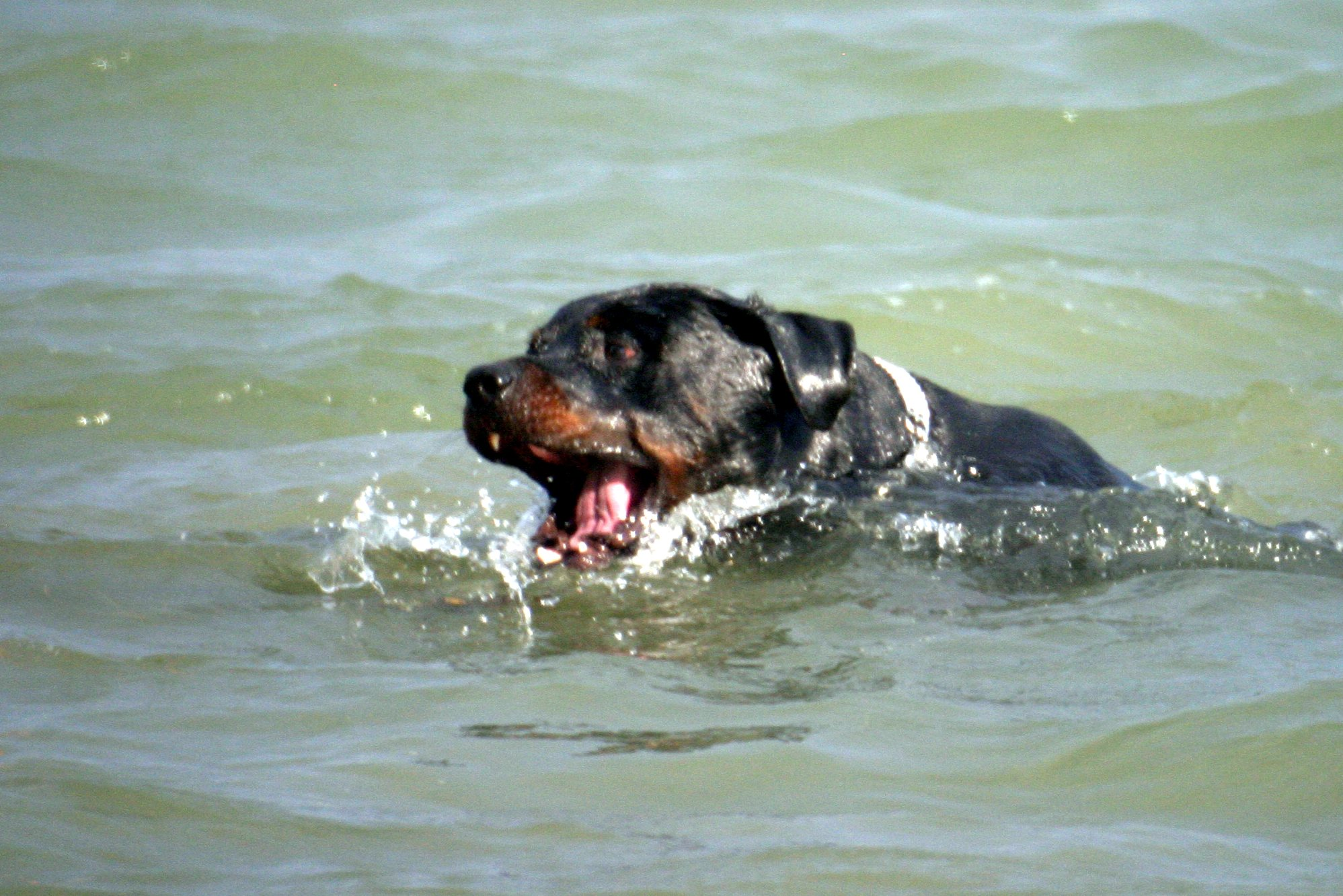
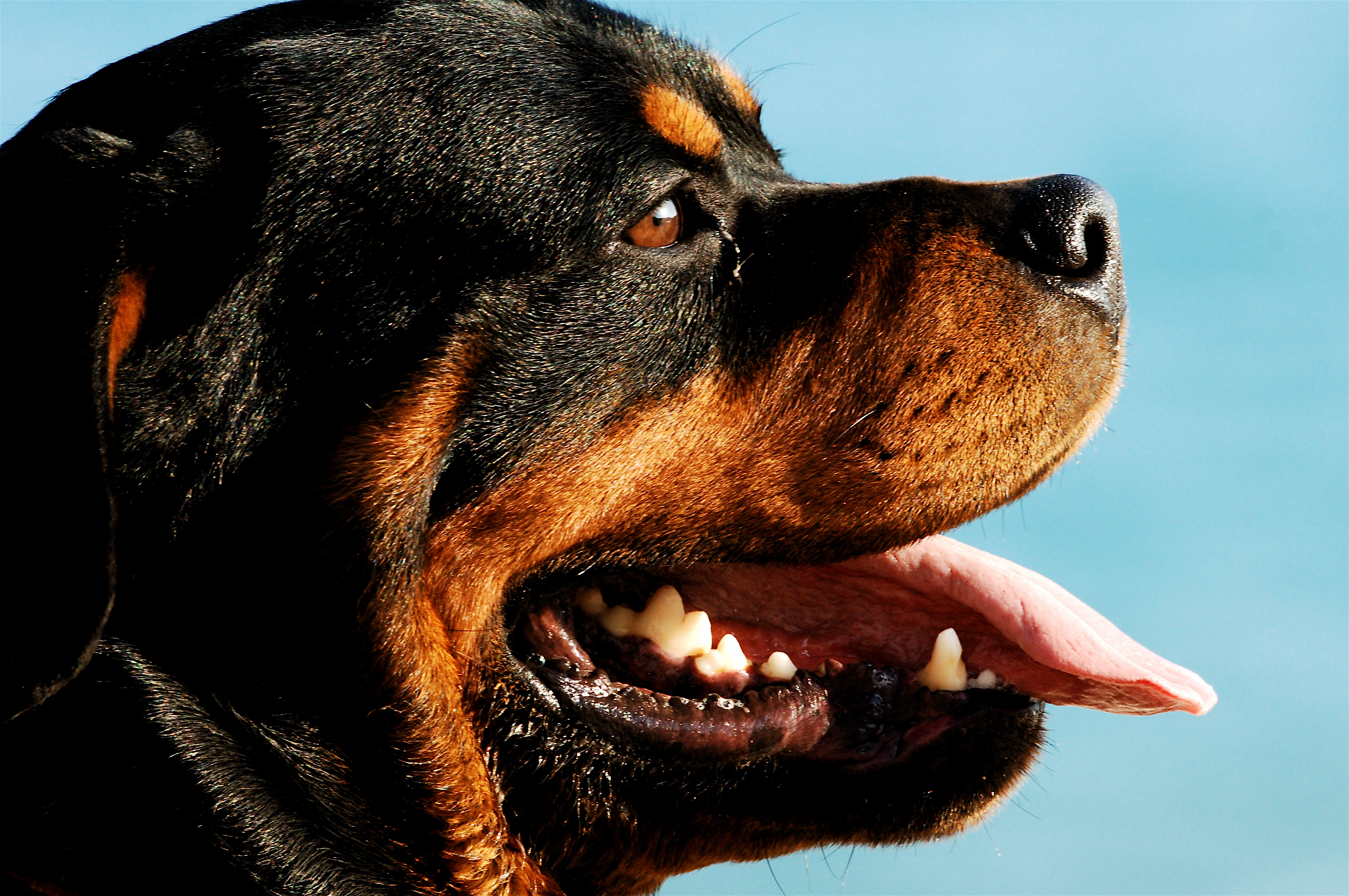
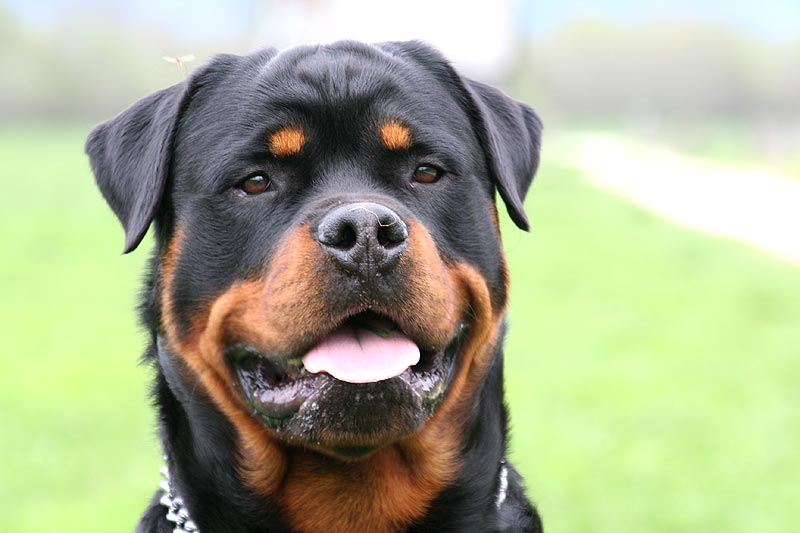
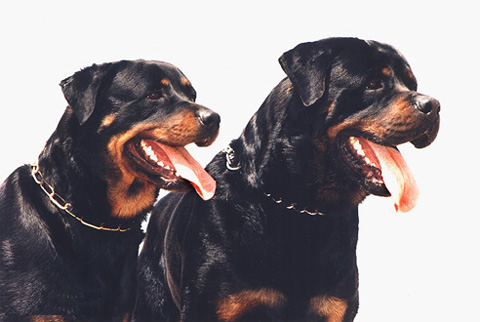
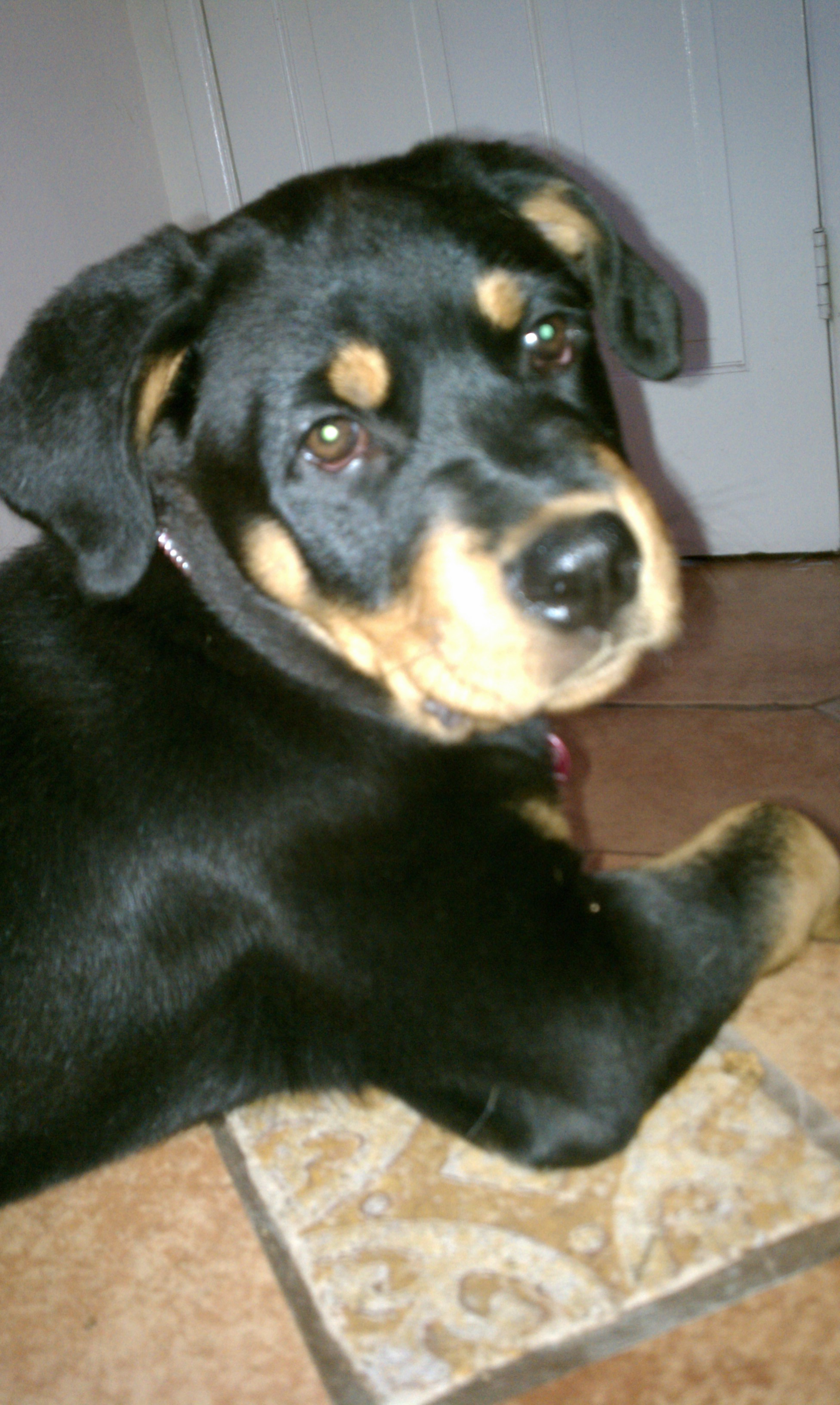
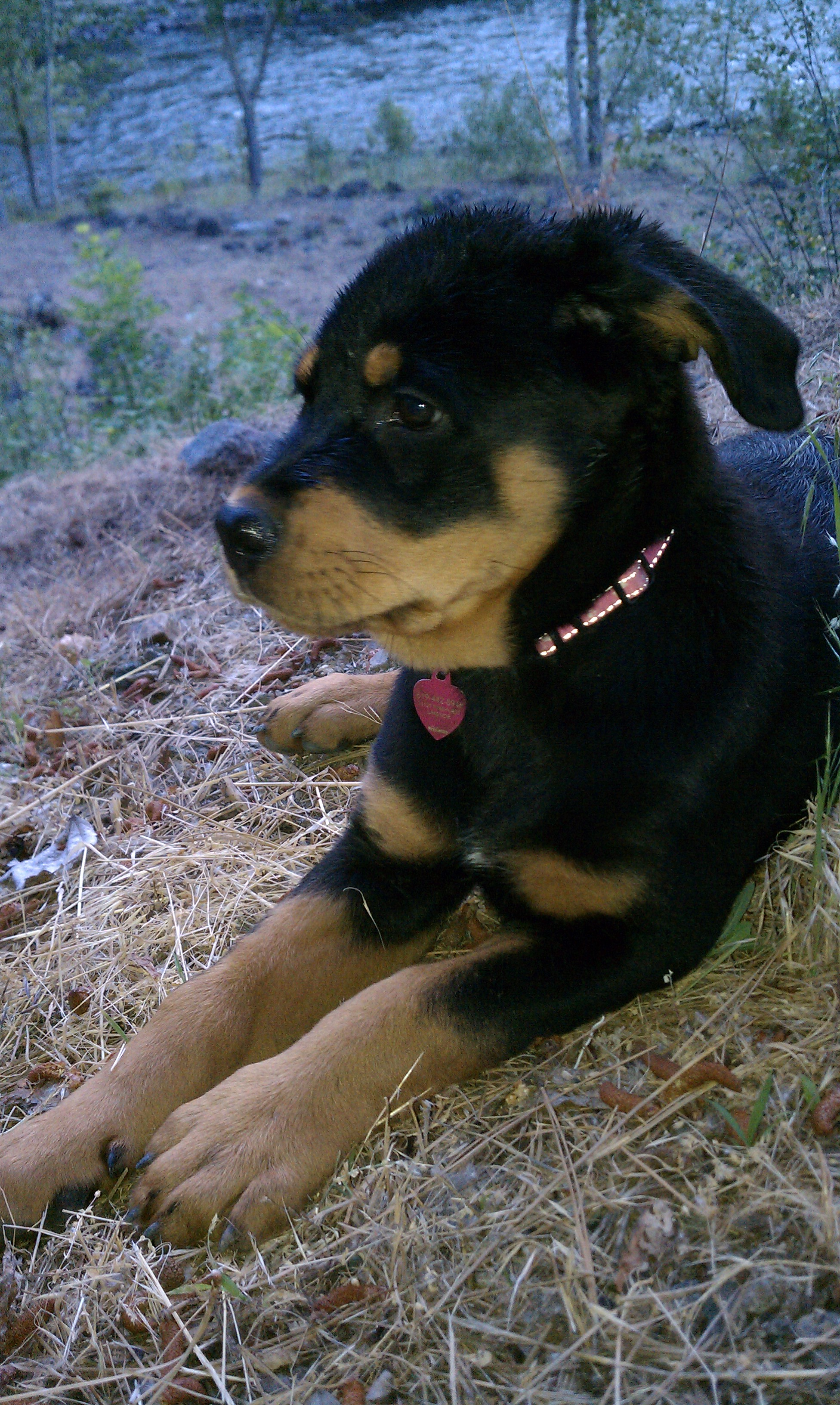
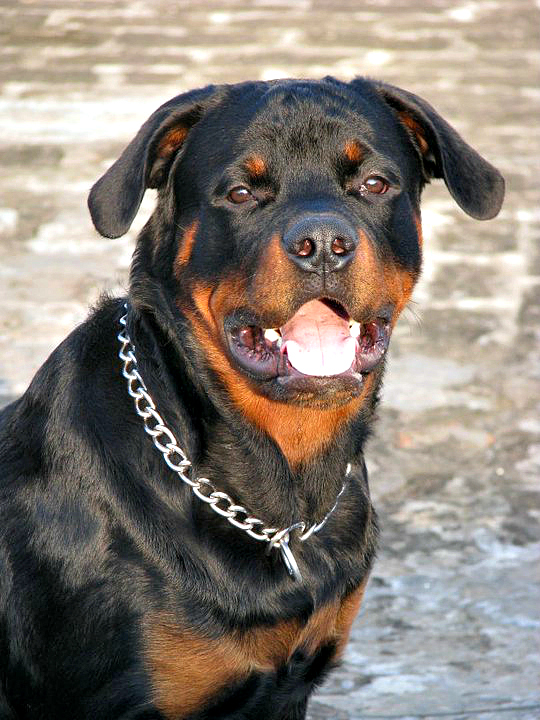
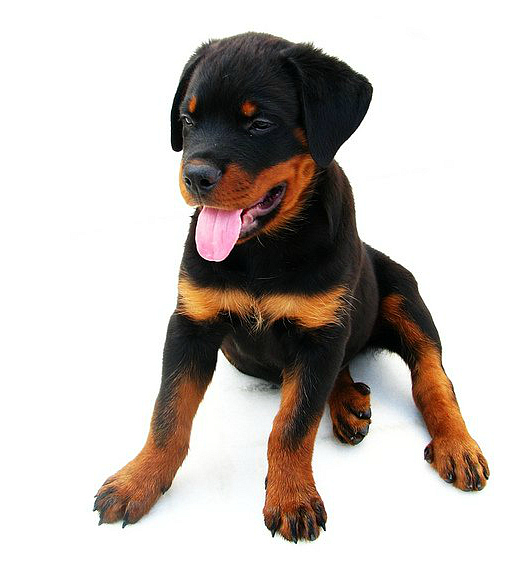
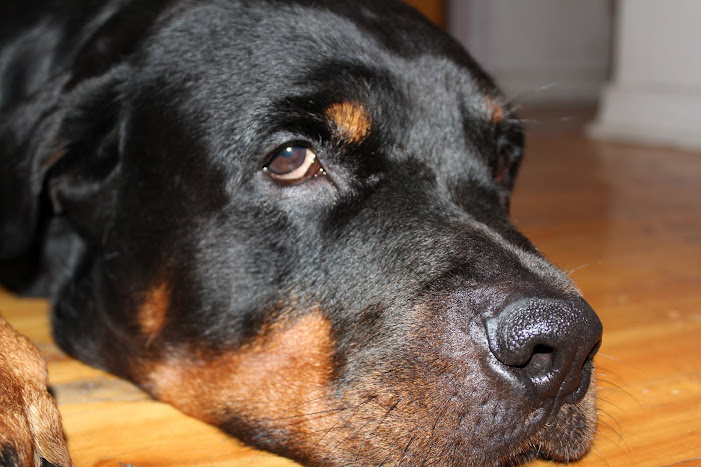